# Gorni Radkowci
Gorni Radkowci (bułg. Горни Радковци) – wieś w środkowej Bułgarii, w obwodzie Gabrowo, w gminie Trjawna. Według danych Narodowego Instytutu Statystycznego, 31 grudnia 2011 roku wieś zamieszkiwała 1 osoba.